# Slash’s Snakepit
Slash’s Snakepit – supergrupa rockowa założona w 1994 roku przez gitarzystę Guns N’ Roses – Slasha. Debiutancki album formacji zatytułowany It’s Five O’Clock Somewhere ukazał się w 1995 roku. Zespół rozpadł się w 1995 roku, a następnie reaktywował w 1998 roku. W międzyczasie Slash grał w formacji Slash’s Blues Ball. Po reaktywacji wydali drugą płytę. Zespół ostatecznie zakończył działalność w 2002 roku.

## Muzycy
| Ostatni skład zespołu - Slash – gitara, wokal wspierający (1994–1995, 1998–2002) - Keri Kelli – gitara (2000–2002) - Johnny Griparic – gitara basowa (1998–2002) - Rod Jackson – wokal prowadzący (1999–2002) - Matt Laug – perkusja (1999–2002) |  | Byli członkowie zespołu - Gilby Clarke – gitara, wokal wspierający (1994–1995) - Eric Dover – wokal prowadzący (1994–1995) - Mike Inez – gitara basowa, wokal wspierający (1994–1995) - Matt Sorum – perkusja (1994–1995) - James LoMenzo – gitara basowa (1995) - Brian Tichy – perkusja (1995) - Ryan Roxie – gitara, wokal wspierający (1999–2000) |

## Dyskografia
| It’s Five O’Clock Somewhere             | - Data: 14 lutego 1995 - Wydawca: Geffen Records       | 70 | 15  | 15 | 19 | 15 | 26 | 19 | - USA: 119 tys.+ |
| Ain’t Life Grand                        | - Data: 10 października 2000 - Wydawca: Geffen Records | –  | 146 | 95 | –  | –  | –  | –  | - USA: 30 tys.+  |
| „–” oznacza, że album nie był notowany. |                                                        |    |     |    |    |    |    |    |                  |